# دانشکده مهندسی طراحی صنعتی در دانشگاه فناوری دلفت
دانشکدهٔ طراحی صنعتی در دانشگاه فناوری دلفت (به هلندی: Faculteit Industrieel Ontwerpen، مخفف: IO) (به انگلیسی: Faculty of Industrial Design at TU Delft) در سال ۱۹۶۹ میلادی تأسیس شد و در ابتدا «فُرم‌سازی صنعتی» (به هلندی: Industriële Vormgeving) نامیده می‌شد.

## تاریخ
اولین برنامه‌های آموزشی آکادمیک برای طراحان صنعتی در دانشکدهٔ معماری در دانشگاه فناوری دلفت اجرا می‌شد. این دانشکده نه تنها معماران، بلکه طراحان مبلمان و ظروف روزمره را نیز آموزش می‌داد. اولین دانشجویان رشتهٔ «طراحی فنی و صنعتی» تحصیلات خود را با دورهٔ پایهٔ معماری آغاز کردند. در سال ۱۹۶۹ میلادی، رشته‌ای مستقل در «طراحی فنی صنعتی» با مدرک مهندسی اختصاصی تأسیس شد. علاوه بر طراحی، موضوعات فنی نیز نقش عمده‌ای در آن داشتند. واحد ارگونومی نیز بلافاصله در برنامهٔ آموزشی گنجانده شد و علاوه بر آن واحد تحقیقات بازار نیز افزوده شد؛ و در نهایت بخش مدیریت نیز به واحدهای آموزشی اضافه شد. در سال ۱۹۸۱ میلادی مدرک مهندسی و دپارتمان موقت به طراحی صنعتی تغییر نام داد. هنگامی که نام دانشگاه پلی تکنیک فنی در سال ۱۹۸۶ میلادی به دانشگاه صنعتی دلفت تغییر داده شد، طراحی صنعتی سرانجام به دانشکدهٔ طراحی صنعتی تبدیل شد.